# Lego Ghostbusters
Lego Ghostbusters est une gamme du jeu de construction Lego, publiée du 1er janvier au 1er juillet 2016 et dérivée des films américains SOS Fantômes (Ghostbusters en version originale).
Un premier set, également sous le label « Ghostbusters », est édité par la gamme Ideas — série ne commercialisant que des créations amateures. D'autres modèles sont par la suite créés courant 2016 pour le jeu vidéo Lego Dimensions. En 2018 les personnages Peter Venkman et Bouffe-tout font leur apparition dans la gamme BrickHeadz.

## Historique

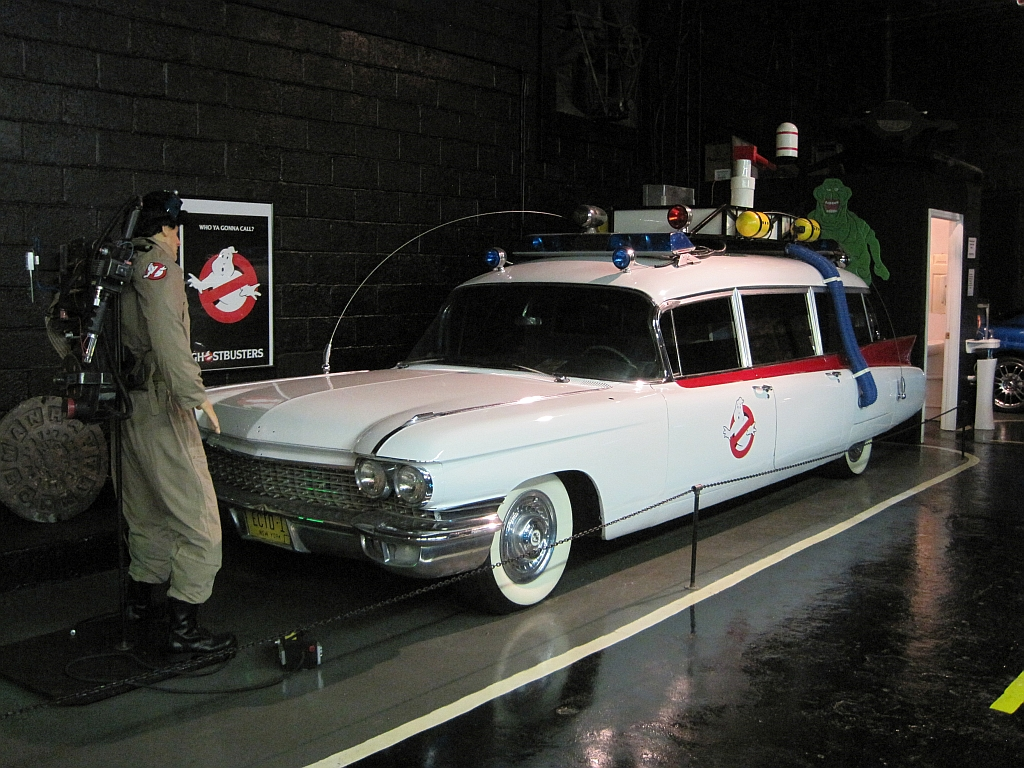
La voiture Ecto-1 au Rusty's TV and Movie Car Museum, à Jackson, dans le Tennessee, aux États-Unis.

Le premier ensemble Lego inspiré de la franchise cinématographique SOS Fantômes sort en juin 2014 et représente la voiture Ecto-1, tirée des films SOS Fantômes et SOS Fantômes 2, réalisés par Ivan Reitman. Il est commercialisé sous la gamme Cuusoo, renommée depuis en « Ideas », une gamme qui ne met en vente que des créations originales d'amateurs après un vote de la communauté sur un site web dédié et un passage devant un jury du Lego Group. Composé de 500 pièces et des quatre membres de l'équipe de chasseurs de fantômes, le projet originel est proposé par un dénommé Brent Waller.
Deux ans plus tard, toujours sur le site de Ideas,, un deuxième projet tiré de SOS Fantômes atteint les 10 000 voix nécessaires et est présenté devant le jury. Il représente le quartier général de l'équipe SOS Fantômes. Même s'il n'est pas choisi, l'idée plaît. Est donc confectionné un set à peu près identique, mais sous une nouvelle gamme du nom de « Lego Ghostbusters ». Présenté par erreur par Toys “R” Us Canada en octobre 2015,, l'information devient public peu de temps après et le set sort le premier jour de 2016,,,.
Le 19 janvier 2016 sort le Pack Aventure S.O.S. Fantômes pour le jeu vidéo Lego Dimensions. Il est suivi du Pack Héros Bibendum Chamallow puis du Pack Héros Bouffe-Tout le 15 mars et le 10 mai de la même année.
À la suite de la sortie du reboot SOS Fantômes en 2016,,,, Lego créé une nouvelle voiture Eco-1, avec la moto Ecto-2, un démon, et la nouvelle équipe de Ghostbusters version féminine,. L'ensemble sort le 10 juillet 2016, soit environ quelques jours en avance par rapport au film). C'est Amazon Japon qui dévoile l'emballage du set début juin 2016. Toujours tiré du nouveau film, un pack pour Dimensions sort le 28 septembre 2016,. Ce « pack Histoire » retrace la bataille du film dans le restaurant chinois de Zhu.

## Liste des sets

### Ensembles Ideas
| Nom original                  | Nom français | No de référence | Date de sortie | Nbr de pièces | Figurines                                                       | Tiré du/des film(s)                          |
| ----------------------------- | ------------ | --------------- | -------------- | ------------- | --------------------------------------------------------------- | -------------------------------------------- |
| Ghostbusters 30th Anniversary | SOS Fantômes | 21108           | 1er juin 2014  | 508           | Raymond Stantz, Egon Spengler, Peter Venkman, Winston Zeddemore | SOS Fantômes (1984) et SOS Fantômes 2 (1989) |

### EnsemblesGhostbusters
| Nom original                        | Nom français           | No de référence | Date de sortie   | Nbr de pièces | Figurines | Tiré du/des film(s)                          |
| ----------------------------------- | ---------------------- | --------------- | ---------------- | ------------- | --- | -------------------------------------------- |
| Ghostbusters firehouse Headquarters | Le QG des Ghostbusters | 75827           | 1er janvier 2016 | 4 634         | Raymond Stantz, Egon Spengler, Peter Venkman, Winston Zeddemore, Janine Metnitz, Dona Barrett, Louis Tully, Chauffeur zombie, Fantôme de la bibliothèque, Bouffe-tout, Fantôme bleu, Fantôme rose | SOS Fantômes (1984) et SOS Fantômes 2 (1989) |
| Ecto 1 and 2                        | Ecto 1 et 2            | 75828           | 1er juillet 2016 | 556           | Erin Gilbert, Abby Yates, Jillian Holtzmann, Patty Tolan, Kevin, Ectoplasme, Démon | SOS Fantômes (2016)                          |

### EnsemblesDimensions
| Nom original | Nom français               | No de référence | Date de sortie    | Contenu                                                       | Tiré du/des film(s)                          |
| ------------ | -------------------------- | --------------- | ----------------- | ------------------------------------------------------------- | -------------------------------------------- |
| Level pack   | Pack aventure Ghostbusters | 71288           | 19 janvier 2016   | Peter Venkman, Ecto-1, piège à fantômes                       | SOS Fantômes (1984) et SOS Fantômes 2 (1989) |
| Fun pack     | Pack héros Stay puft       | 71233           | 15 mars 2016      | Bibendum Chamallow, chien de la terreur                       | SOS Fantômes (1984)                          |
| Fun pack     | Pack héros Slimer          | 71241           | 10 mai 2016       | Bouffe-tout, canon à slime                                    | SOS Fantômes (1984) et SOS Fantômes 2 (1989) |
| Story pack   | Pack histoire Ghostbusters | 71242           | 28 septembre 2016 | Abby Yates, restaurant chinois de Zhu, fusil à proton, Ecto-1 | SOS Fantômes (2016)                          |